# Robert Hugh Benson
Pour les articles homonymes, voir Benson.

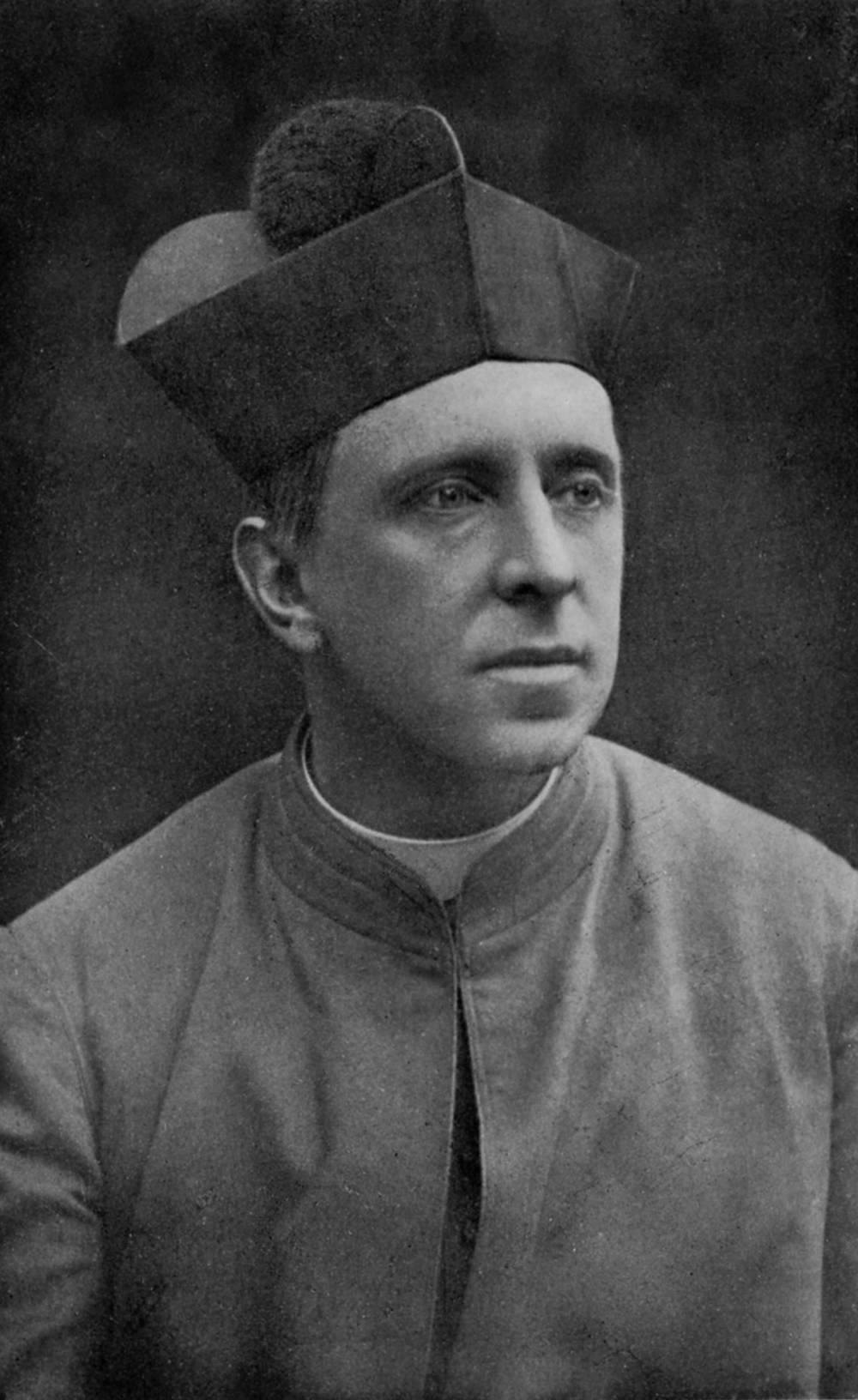
Mgr R. H. Benson, octobre 1912

Robert Hugh Benson, né le 18 novembre 1871 et mort le 19 octobre 1914 , est un écrivain et un ecclésiastique britannique. Successivement prêtre anglican, puis prêtre catholique, il est surtout connu pour son roman dystopique Le Maître de la terre. 

## Biographie
Né dans le Berkshire, Robert Benson est le plus jeune fils d'Edward White Benson, évêque anglican et archevêque de Cantorbéry de 1883 jusqu'à sa mort en 1896, et de son épouse, Mary Benson (en). Il est le frère cadet d'Arthur Christopher Benson, d'Edward Frederic Benson et de l'égyptologue Margaret Benson. 
Il fait ses études secondaires au collège d'Eton de 1885 à 1889, puis s'inscrit au Trinity College de Cambridge où il obtient son diplôme en 1893. Robert Hugh Benson est ordonné prêtre dans l'Église anglicane, en 1895 par son père, Edward White Benson, qui était alors archevêque de Cantorbery. Il se convertit au catholicisme en 1903 et est ordonné prêtre catholique en 1904. Du fait de ses origines familiales, les catholiques le considèrent comme une « prise de choix », tandis que sa famille considère qu'il est devenu « suffisant et insupportablement pontifical ».
Il exerce quelques années son ministère à Cambridge où il est très apprécié comme prédicateur, tout en poursuivant une carrière littéraire. Il s'installe en 1908 à Buntingford, dans le Hertfordshire, où, outre l'écriture, il s'adonne à la sculpture, la broderie, le jardinage et reçoit ses amis. 
Il meurt à Salford le octobre 1914 d'une pneumonie. Il avait demandé dans ses dernières volontés que sa tombe puisse s'ouvrir de l'intérieur au cas où il aurait été enterré encore vivant.

## Publications

### En français
- La Lumière invisible, scènes et récits de la vie mystique, 1909, trad. de Téodor de Wyzewa
- Le Maître de la terre, 1910, trad. de Téodor de Wyzewa
- La Vocation de Frank Guiseley, 1912, trad. de Téodor de Wyzewa
- Les Confessions d'un converti, 1914, trad. de Téodor de Wyzewa
- Les Nécromanciens, roman 1 vol., 316 p., Paris, les éditions G. Crès et Cie , 1926, trad. de Maurice de Coppet
- L'Epreuve de Marion Tenterden, 1929, trad. de René Philippon et Maurice-Pierre Boyé
- Dans le van du vanneur, 1929, Paris, Éditions Saint-Michel, trad. de Élisabeth Maurice-Denis

### En anglais
Science-fiction
- The Light Invisible
- The Mirror of Shalott
- Le Maître de la terre
- Dawn of All, disponible sur le site du projet Gutenberg.

Romans historiques
- By What Authority?
- Come Rack! Come Rope!, disponible sur le site du projet Gutenberg.
- Initiation.
- Oddsfish! by Robert Hugh Benson, disponible sur le site du projet Gutenberg.
- The King's Achievement, disponible sur le site du projet Gutenberg. (Sir I. Pitman and sons, ltd., 1908)
- The History of Richard Raynal, Solitary, disponible sur le site du projet Gutenberg.

Fiction contemporaine
- The Sentimentalists
- The Conventionalists
- The Necromancers, disponible sur le site du projet Gutenberg. (B. Herder, 1909)
- None Other Gods, disponible sur le site du projet Gutenberg.
- The Winnowing
- Loneliness

Littérature pour la jeunesse
- Alphabet of Saints, with Reginald Balfour and Charles Ritchie (Burns, Oates & Washbourne, 1905)
- A Child's Rule of Life, illustrated by Gabriel Pippet
- Old Testament Rhymes, illustrated by Gabriel Pippet

Ouvrages religieux
- Friendship of Christ
- Life in the World unseen
- More About Life in the World Unseen
- More Light
- Facts
- Here and Hereafter

Apologétique
- Confessions of a Convert
- Religion of the Plain Man
- Paradoxes of Catholicism, disponible sur le site du projet Gutenberg.
- Papers of a Pariah
- Christ in the Church: A Volume of Religious Essays

Non-Catholic Denominations
Théâtre
- Cost of a Crown, a Story of Douay & Durham; a Sacred Drama in Three Acts
- A Mystery Play in Honour of the Nativity of Our Lord (Longmans, Green, and Co., 1908)
- The Upper Room, a drama of Christ's passion
- The Maid of Orleans, a drama of the life of Joan of Arc